# Лу-Джон
Лу-Джон- музикален перкусионен инструмент от групата на пластинковите инструменти.
Лу-Джон е вид басов металофон. Състои се от резонатор във формата на голяма правоъгълна кутия и квадратни алуминиеви пластини прикрепени в единия си край към ръба на резонатора.
Пластините са разположени в хроматичен ред.
Диапазонът на инструмента е 1 октава.

## Звукоизвличане
Изпълнителят удря пластините с палки, които са подобни на най-меките палки за маримба.